# Dom političnih organizacij
Dom političnih organizacij je naziv za upravno stavbo nekdanjih družbenopolitičnih organizacij v Mariboru, ki se nahaja v središču mesta v neposredni bližini Mestnega parka in vzhodno od stavbe Mestne občine Maribor.  
V poslopju od leta 1990 naprej domuje Institut informacijskih znanosti - IZUM, kateri deluje na področju razvoja in podpore delovanja informacijskih bibliotekarskih sistemov.

## Izgradnja
Stavbo je načrtoval arhitekt Ivan Kocmut, učenec povojne Ravnikarjeve arhitekturne šole. Umestil jo je na križišče Maistrove in Prešernove ulice, tako da se pred stavbo nahaja majhen trg, z nekaj klopmi in zelenja. Pri arhitektu je poudarjena namera, da bi moderna arhitektura s starim mestnim jedrom, zgrajenim povečini v obdobju Avstro-Ogrske, sestavljala harmonično celoto. Gradnja stavbe je potekala med leti 1963 in 1964. 
Arhitekt je stavbo zasnoval kot ravno krito štirinadstropno stavbo razgibanega tlorisa z dvema zamaknjenima arhitekturnima členoma in nadstropnim objektom pred vhodom, kjer se nahaja dvorana, ki lebdi na dveh opornikih. Skelet stavbe je iz armiranega betona. 
Opremo notranjosti stavbe so izbrali z javnim natečajem, za katero je arhitekt Mirko Zdovc leta 1965 prejel nagrado Prešernovega sklada. Stavbo ob vzhodni strani krasijo barvni vitraži slikarja Janeza Bernika. Hodnike, ki so danes delno pregrajeni, krasijo slike Janeza Vidica in Janeza Šibile ter tapiserija Marija Preglja. Prvotna notranja oprema doma je delno ohranjena.

## Prenova (2014-2016)
V letu 2014 je bil položen temeljni kamen za energetsko sanacijo in gradnjo prizidka k obstoječi stavbi za potrebe Instituta informacijskih znanosti. V ta namen so na obstoječem objektu izvedli zamenjavo oken in nekaterih drugih delov objekta, energetsko sanacijo fasade, na novo so urejeni prezračevanje, izolacija strehe, instalacija požarnih senzorjev in požarna zaščita po celi zgradbi.
Z dozidavo k obstoječemu objektu je institut pridobil dodatnih 1.042,00 m² neto površin - pisarn, sejnih sob, predavalnic in laboratorijskih prostorov, kar pomeni, da bo skupaj na voljo približno 2.178,00 m² delovnih površin. Istočasno je bila zgrajena tudi podzemna garaža s 158 parkirnimi mesti.
Prenova je bila zaključena v letu 2016. Vrednost celotnega projekta je znašala 9,5 milijona evrov. Evropski sklad za regionalni razvoj je prispeval 7,2 milijona evrov.

## Uporaba
Ob izgradnji je stavba služila kot centralna reprezentančna in upravna stavba nekdanjih družbenopolitičnih organizacij – Zveze komunistov, Socialistične zveze delovnega ljudstva, Zveze socialistične mladine, Zveze borcev NOB in Zveze sindikatov ter ostalih samoupravnih organov za mariborski okraj. Velika dvorana je bila v uporabi tudi za prireditve, predvsem kulturne in izobraževalne. 
Po spremembi političnega sistema v Sloveniji je stavba leta 1990 prešla v last Univerze v Mariboru in od takrat v njej deluje Institut informacijskih znanosti - IZUM.  

## Poimenovanje
V različnih virih lahko zasledimo več (podobnih) različic poimenovanj za predmetno stavbo. V dokumentih Ministrstva za kulturo in v knjigi Jelke Pirkovič-Kocbek je stavba poimenovana "Dom političnih organizacij", medtem ko v nekaterih drugih virih kot "Dom družbenopolitičnih organizacij" oz. samo "Dom družbenih organizacij". Vsa navedena poimenovanja v različnih variantah odražajo namen za katerega je bila stavba nekdaj v uporabi.  
V zadnjih letih je pogosto v uporabi tudi poimenovanje stavba oz. prostori IZUM-a, po sedanjem upravljalcu.